# Annemarie Zimmermann
Pour les articles homonymes, voir Zimmermann.
Annemarie Zimmermann, née le 10 juin 1940 à Lendersdorf, est une kayakiste allemande pratiquant la course en ligne.
Elle est nommée personnalité sportive allemande de l'année en 1964.

## Palmarès

### Jeux olympiques
Annemarie Zimmermann participe aux Jeux olympiques à deux reprises, en 1964 pour l'équipe unifiée d'Allemagne et en 1968 pour l'Allemagne de l'Ouest.
- Jeux olympiques de 1968 à Mexico :
  -  Médaille d'or en K-2 500 m avec Roswitha Esser.

- Jeux olympiques de 1964 à Tokyo :
  -  Médaille d'or en K-2 500 m avec Roswitha Esser.

### Championnats du monde
Un total de trois médailles est remporté par Annemarie Zimmermann lors des Championnats du monde de course en ligne, sous les couleurs de l'Allemagne de l'Ouest.
- Championnats du monde de course en ligne de canoë-kayak de 1970 à Copenhague :
  -  Médaille d'or en K-2 500 m avec Roswitha Esser.

- Championnats du monde de course en ligne de canoë-kayak de 1963 à Jajce :
  -  Médaille d'or en K-2 500 m avec Roswitha Esser.
  -  Médaille d'argent en K-4 500 m avec Roswitha Esser, Elke Felten et Ingrid Hartmann.